# Pachnoda sinuata flaviventris
Pachnoda sinuata flaviventris es una subespecie de Pachnoda sinuata, escarabajo del género Pachnoda, familia Scarabaeidae. Fue descrita científicamente por Gory & Percheron en 1833.
Habita en Sudáfrica y Zimbabue.

## Descripción
Puede alcanzar una longitud de aproximadamente 20 a 25 milímetros (0,79 a 0,98 pulgadas). Los élitros suelen ser amarillos o rojos, con un complejo patrón negro de marcas. Esta subespecie muestra una gran variabilidad de habitus. Es muy similar a Pachnoda trimaculata. Se puede distinguir sobre la base del análisis del sistema reproductivo del macho. Estos escarabajos son diurnos. Los adultos se alimentan de frutas, mientras que las larvas se alimentan de humus y frutas.